# Zimonjić, Banatul de Nord
Zimonjić (maghiară Ilonafalu) este o localitate în Districtul Banatul de Nord, Voivodina, Serbia.